# Cabinet de lecture

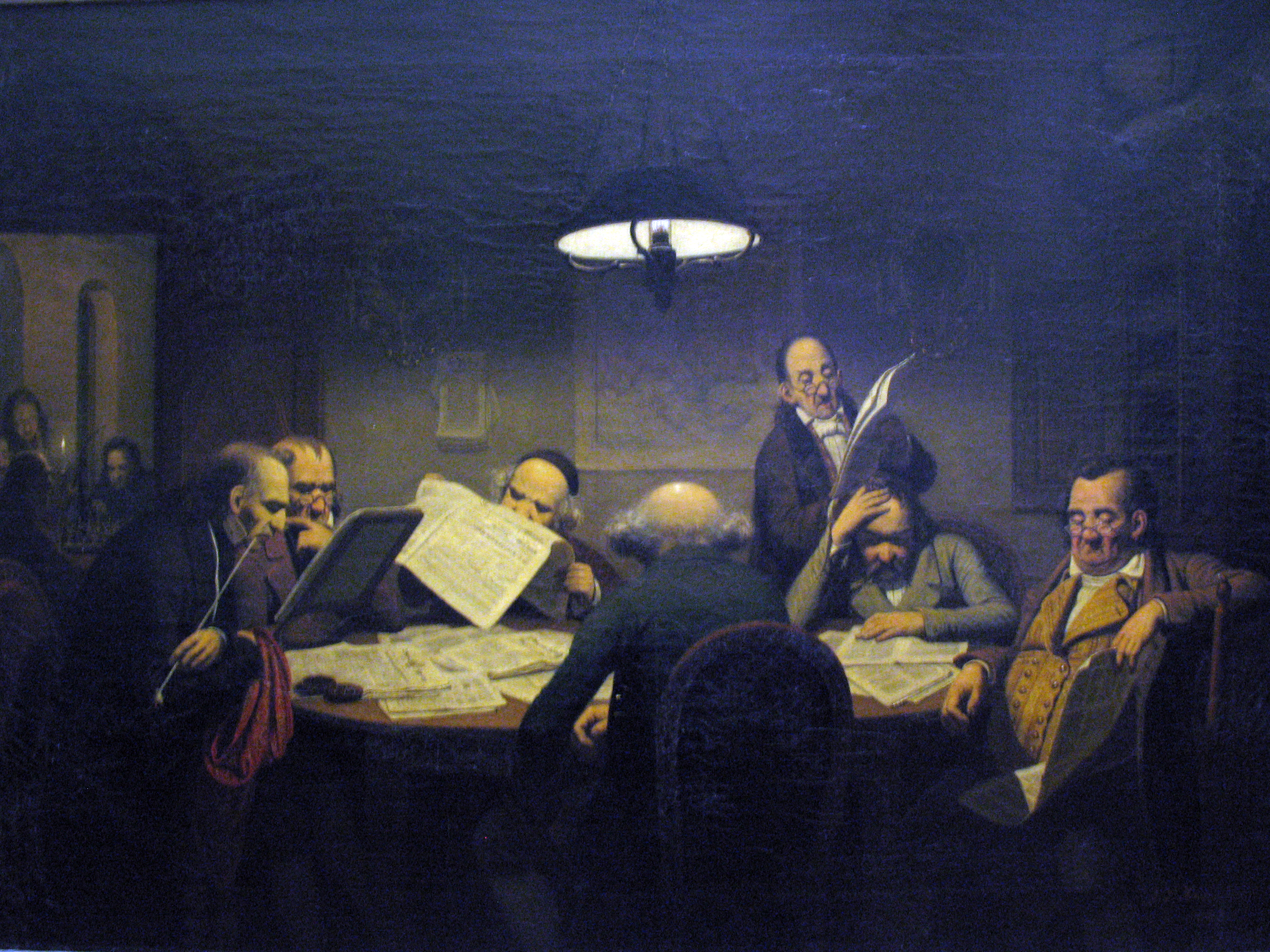
Johann Peter Hasenclever's The Reading Room (1843)

Un cabinet de lecture era un luogo in cui i soci, nei secoli XVIII e XIX, potevano leggere documenti pubblici, giornali, opere letterarie antiche e moderne, in cambio di una piccola quota.
Noti anche come "circoli letterari" o "sale di lettura," consentivano ai soci non solo di leggere il materiale disponibile, ma anche di portarlo a casa. I cabinet erano un complemento delle biblioteche in quanto fornivano giornali quotidiani, periodici, opuscoli, romanzi e altre nuove pubblicazioni che mancavano nelle biblioteche pubbliche. I "cabinets de lecture" rimanevano aperti dalla mattina alla sera, e così offrivano ai membri riparo, calore, luce e istruzione poco costosi.

## Il primo a Parigi
Il numero di sale di lettura aumentò con la diffusione del desiderio di leggere e studiare la politica. Prima della rivoluzione francese c'erano solo istituti di credito, da qualche parte per aggiungere libri a una collezione, ma non da qualche parte dove il pubblico andava a leggere. Il lettore doveva pagare una piccola somma come assicurazione contro il libro che stavano portando via. Questo costo era troppo costoso per la maggior parte delle persone e quindi alienato molti lettori. Con lo sviluppo delle sale di lettura è diventato possibile, per una piccola somma di denaro, trascorrere l'intera giornata in una stanza ben arredata, riscaldata e illuminata, avendo a disposizione i libri necessari per uno studio serio o per lo sviluppo mentale.

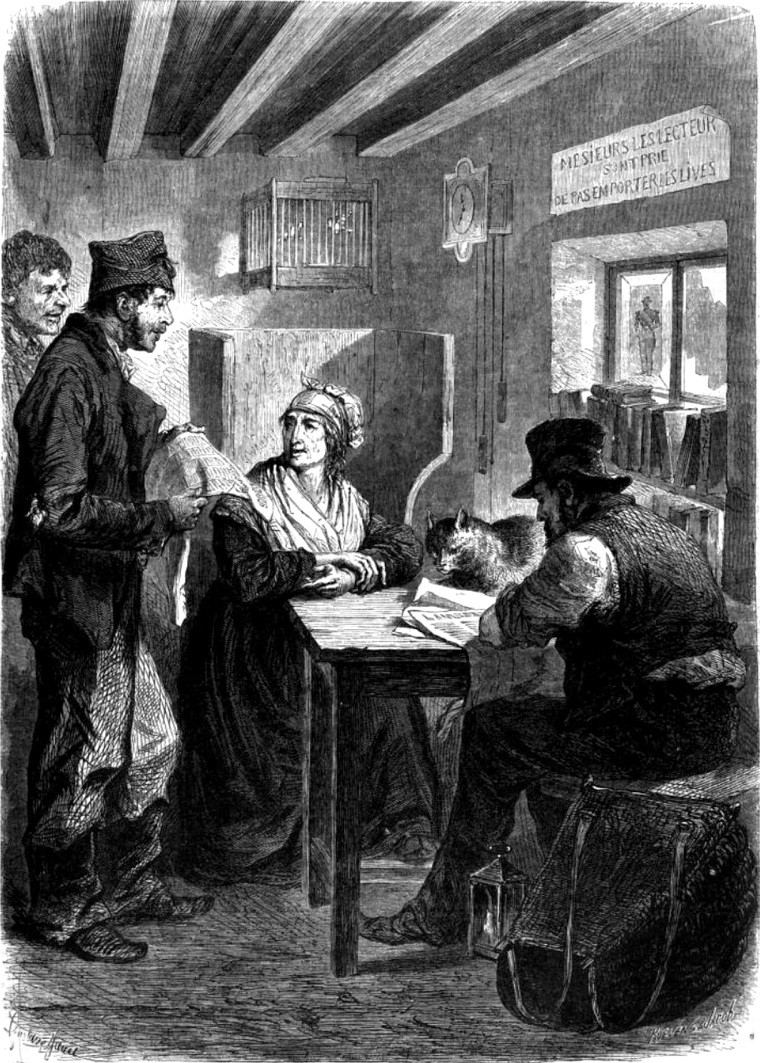
Il Cabinet des chiffonniers (Cité Doré) di Madame Lecœur. Il cartello sopra la finestra recita: "I signori lettori sono pregati di non portare i libri fuori dalla sala di lettura." Incisione di Gustave Janet da Charles Yriarte

Dopo la rivoluzione francese, le sale di lettura crebbero enormemente in popolarità. Oltre a frequentare le società politiche francesi (conosciute come club), le persone coinvolte nella politica visitavano anche le sale di lettura, dove - per una piccola cifra - erano in grado di leggere giornali e opuscoli in piccoli stand, o una vasta gamma di opere letterarie di nuova pubblicazione che erano presenti sui tavoli. Spesso nelle sale di lettura, come nei club, sale da caffè e librerie, si scatenavano accese discussioni. Le persone litigavano, lanciavano insulti e discutevano su fatti specifici per attaccare o difendere le figure pubbliche in discussione. Alla luce di una lanterna o di una semplice lampada a olio, la gente veniva a nutrire il suo appetito politico uscendone più preparati per i dibattiti che si svolgevano per la strada. Per questo motivo, la maggior parte delle sale erano situate al Palais-Royal, nel centro di Parigi. Tra questi c'era Gattey, che pubblicava l'opuscolo satirico e anti rivoluzionario di Champcenetz e Rivarol, Les Actes des Apotres. Coraggiosamente, Gattey mantenne aperta la sua sala durante la rivoluzione, nonostante il nome pericoloso con il quale la sua sala era spesso associata: "La tana degli aristocratici".